# Vauxaillon
Vauxaillon ist eine französische Gemeinde mit 504 Einwohnern (Stand: 1. Januar 2022) im Département Aisne in der Region Hauts-de-France; sie gehört zum Arrondissement Laon und zum Kanton Laon-1.

## Geografie
Die Gemeinde Vauxaillon liegt etwa 17 Kilometer südwestlich von Laon am Höhenzug Chemin des Dames und an der Bahnstrecke La Plaine–Hirson. Der Fluss Ailette bildet die nördliche Gemeindegrenze. Nachbargemeinden von Vauxaillon sind Anizy-le-Château im Norden und Nordosten, Pinon im Osten, Allemant im Südosten, Laffaux und Neuville-sur-Margival im Süden, Terny-Sorny im Südwesten, Leuilly-sous-Coucy im Westen sowie Landricourt im Nordwesten.

## Geschichte
Ende Mai und Anfang Juni 1918 zog sich von hier bis Brimont die deutsche Front bei der Operation Blücher-Yorck hin. Die Schlacht an der Aisne blieb jedoch im militärtaktischen Patt, auch wenn im Abschnitt bei Vauxaillon die Offensive zunächst erfolgreich war. Der Angriff der deutschen Truppen scheiterte jedoch schließlich.
Während des Zweiten Weltkriegs ließ die Wehrmacht hier für Erwin Rommel einen Posten errichten. Hier fand im Mai/Juni 1940 die Schlacht an der Ailette statt.

### Bevölkerungsentwicklung
| Jahr                       | 1962 | 1968 | 1975 | 1982 | 1990 | 1999 | 2006 | 2012 | 2022 |
| Einwohner                  | 308  | 300  | 288  | 290  | 326  | 378  | 436  | 504  | 504  |
| Quellen: Cassini und INSEE |      |      |      |      |      |      |      |      |      |

## Sehenswürdigkeiten
- Kirche Saint-Médard
- Französischer Soldatenfriedhof
- Wegkreuz

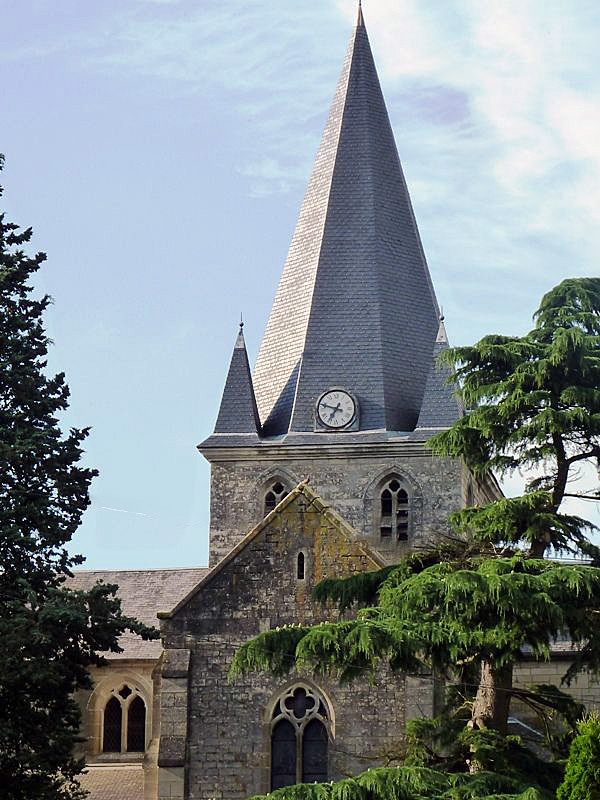
Turm der Kirche Saint-Médard
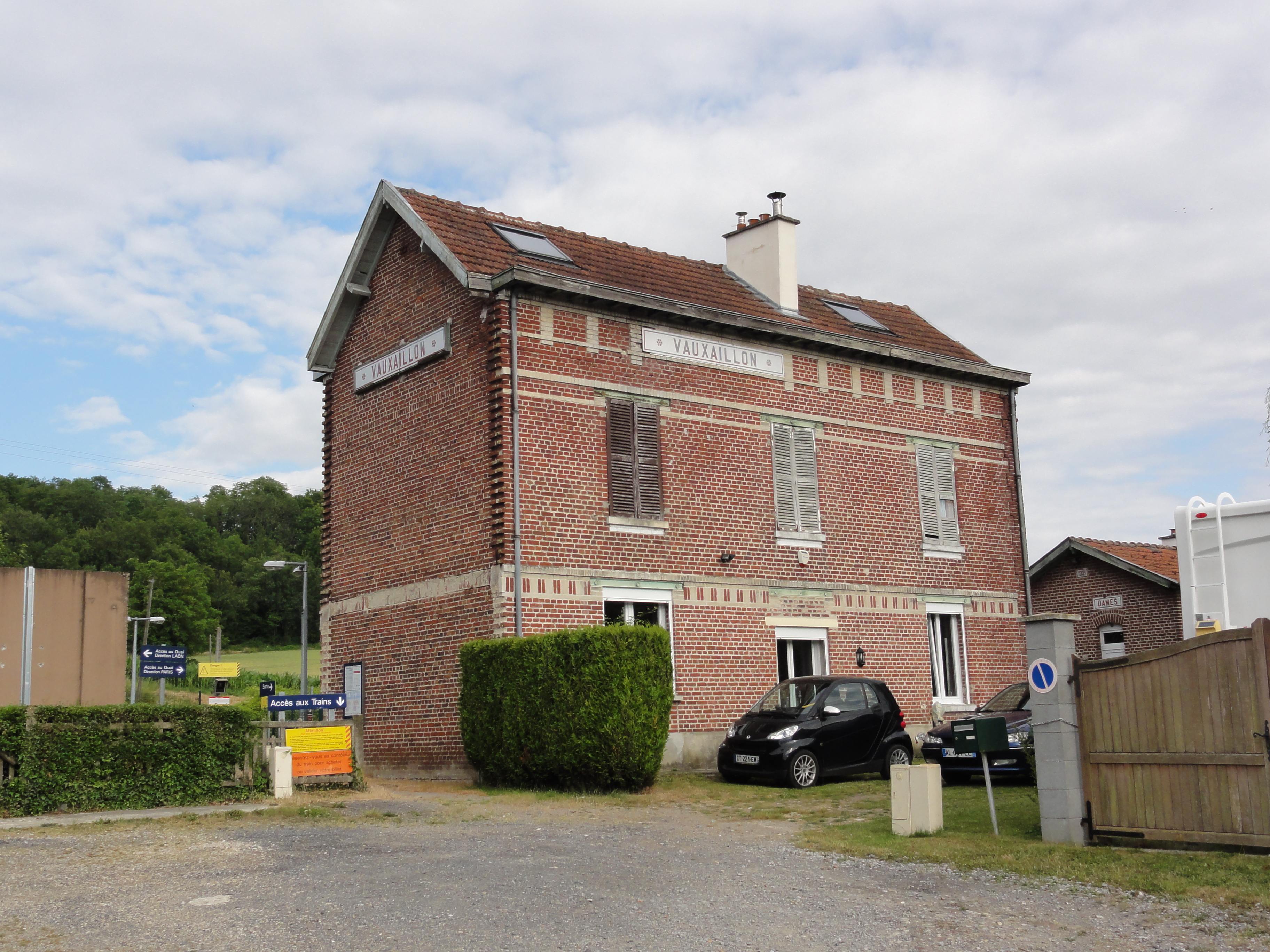
Bahnhof
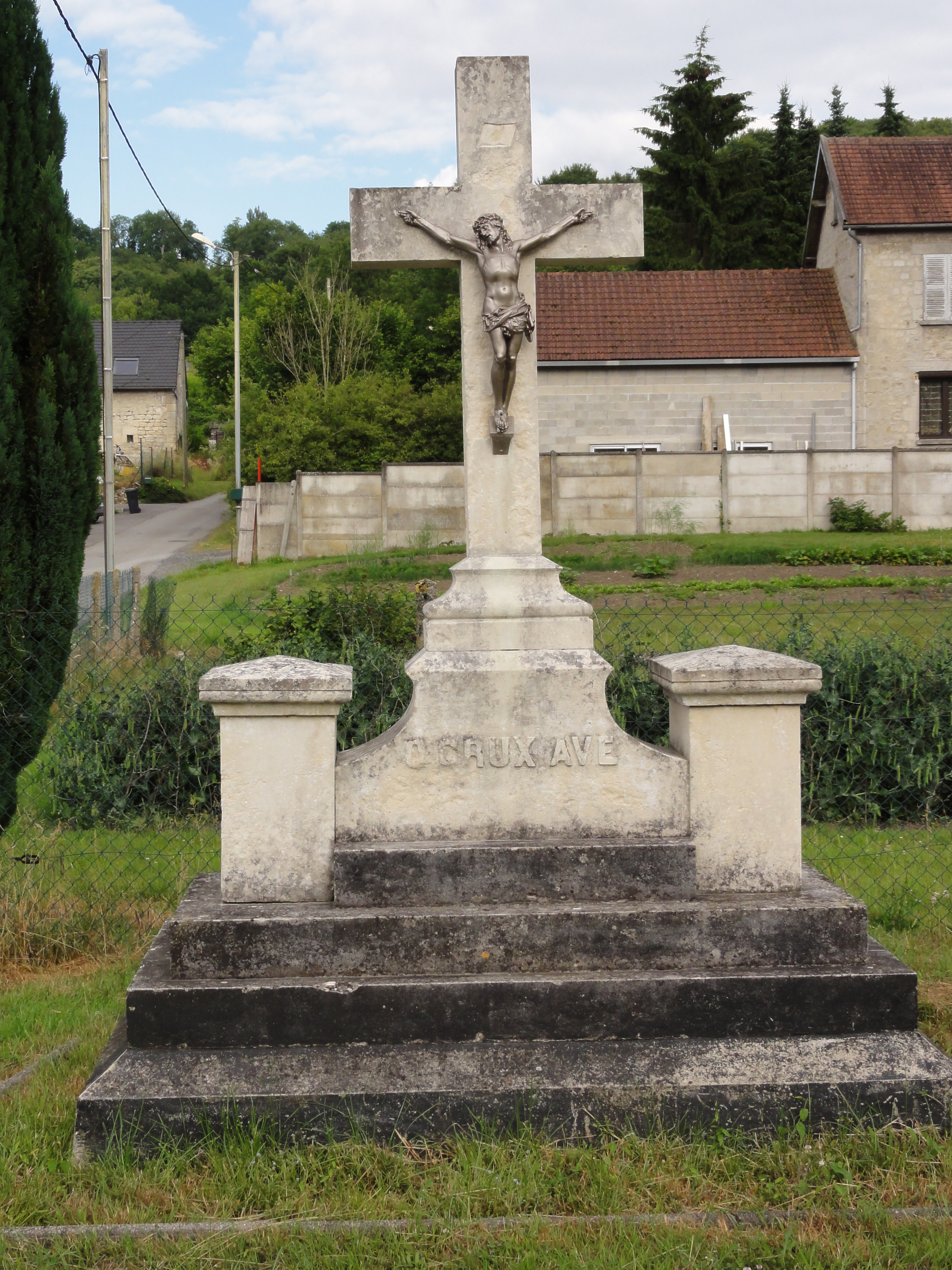
Wegkreuz